# Sân bay Jérémie
Sân bay Jérémie (IATA: JEE, ICAO: MTJE) là sân bay quan trọng thứ 5 ở Haiti về số lượt khách. Sân bay này nằm ở thành phố cùng tên Jérémie, ở tây nam Haiti. Sân bay Jérémie có một đường cất hạ cánh bằng cỏ dài 1189 m.
Sân bay này hiện được kết nối với Port-au-Prince.

## Các hãng hàng không và các điểm đến
| Hãng hàng không             | Các điểm đến   |
| --------------------------- | -------------- |
| Mission Aviation Fellowship | Port-au-Prince |
| Sunrise Airways             | Port-au-Prince |